# Кривлякский сельсовет
Кривлякский сельсовет - сельское поселение в Енисейском районе Красноярского края.
Административный центр - посёлок Кривляк.

## Население
| 2010 | 2012 | 2013 | 2014 | 2015 | 2016 | 2017 |
| ---- | ---- | ---- | ---- | ---- | ---- | ---- |
| 999  | ↘958 | ↘933 | ↘893 | ↘885 | ↘846 | ↘828 |

## Состав сельского поселения
В состав сельского поселения входят 2 населённых пункта:
| № | Населённый пункт | Тип населённого пункта          | Население |
| - | ---------------- | ------------------------------- | --------- |
| 1 | Кривляк          | посёлок, административный центр | ↘677      |
| 2 | Никулино         | деревня                         | ↘169      |

## Местное самоуправление
Кривлякский сельский Совет депутатов
Дата избрания: 13 марта 2010 года. Срок полномочий: 4 года
Глава муниципального образования
- Боженова Елена Хаметовна. Дата избрания: 13 марта 2010 года. Срок полномочий: 4 года